# Moravská mládež
Moravská mládež (zkráceně MM) byla disidentská organizace působící v Brně před 17. listopadem 1989, která se aktivně zapojila do odboje proti komunistickému režimu v tehdejším Československu. Její členové organizovali protirežimní aktivity, vydávali samizdatový časopis Kaluž na stropě, šířili petice a pořádali protestní akce. Skupina pozastavila svou činnost v únoru 1990.

## Historie
Moravská mládež vznikla v Brně jako jedna z mnoha nezávislých občanských iniciativ, které v Československu působily před rokem 1989. Jejím hlavním cílem bylo prosazování demokratických změn, svobody slova a oslabení komunistického režimu. Skupina se angažovala v distribuci protirežimních tiskovin, petic, organizovala politické schůzky a podílela se na veřejných protestech, které požadovaly propuštění politických vězňů.

## Činnost

##### Programové cíle
Mezi hlavní body programu Moravské mládeže v době komunistického režimu patřily:
- Pravdivý výklad historie.
- Podpora svobody slova.
- Reformy ve společnosti a školství.
- Odstranění starých struktur z vedoucích pozic.
- Demilitarizace a zrušení povinné vojenské služby za účelem oslabení SSSR[2]

## Členové Moravské mládeže
Moravská mládež sdružovala skupinu aktivních disidentů, kteří se angažovali v protikomunistickém odboji, zejména na Moravě. Mezi hlavní členy patřili:

##### Zakladatelé a klíčové postavy:
- Vladimír Veselský - ústřední postava, organizátor akcí, jeho byt sloužil jako hlavní místo schůzek. Byl vězněn StB.
- Lubomír Khýr (přezdívaný "Rybíz") - šéfredaktor samizdatu Kaluž na stropě, publicista z Opavy.[3]
- Dalibor Havlík - fotograf a dokumentarista z Tišnova, člen redakční rady, jeho byt byl centrem schůzek.
- Jan Honner ("Bořivoj") - politický karikaturista z Brna, redaktor samizdatu, organizátor akcí, jeho byt byl centrem schůzek[4]
- Vladimír Barák - zakládající člen z Brna a aktivista

##### Další významní členové:
- Jakub Hloušek - technický asistent pro reprodukci samizdatu
- Petr Schneeweiss ("Šnek") - technický asistent pro reprodukci
- Eva Vidlářová ("Truda") - aktivistka, herečka spojená s divadlem Na Provázku

##### Ostatní členové:
- Lumír Šimeček a Eva Šimečková - manželský pár aktivistů, rozmnožování tiskovin
- Ivan Lukavský - organizátor akcí z Brna
- Michaela Laštovková - studentka gymnázia, hrozilo jí vyloučení
- Radka Drahná - aktivistka z Brna, organizátorka akcí
- Alexandr Tesařík - aktivista z Brna
- Lenka Ryšavá - studentka, zajišťovala množení materiálů
- Ladislav Henek - aktivista z Rajhradu
- Dušan Stuchlík - spojka s pražským disentem, souzen režimem
- Milan Vašák - aktivista z Brna
- Hana Kaniová ("Prcek") - aktivistka a přispěvatelka do samizdatu
- Milan Kočík ("Mušketýr") a Milan Bečka ("Tyčka") - aktivisté ze Žďáru nad Sázavou

##### Přispěvatelé samizdatu:
- Martin Krška
- Maskot D. Pšenička
- Dana Neumanová
- Jana Nešporová
- Vít Bohumil Homolka

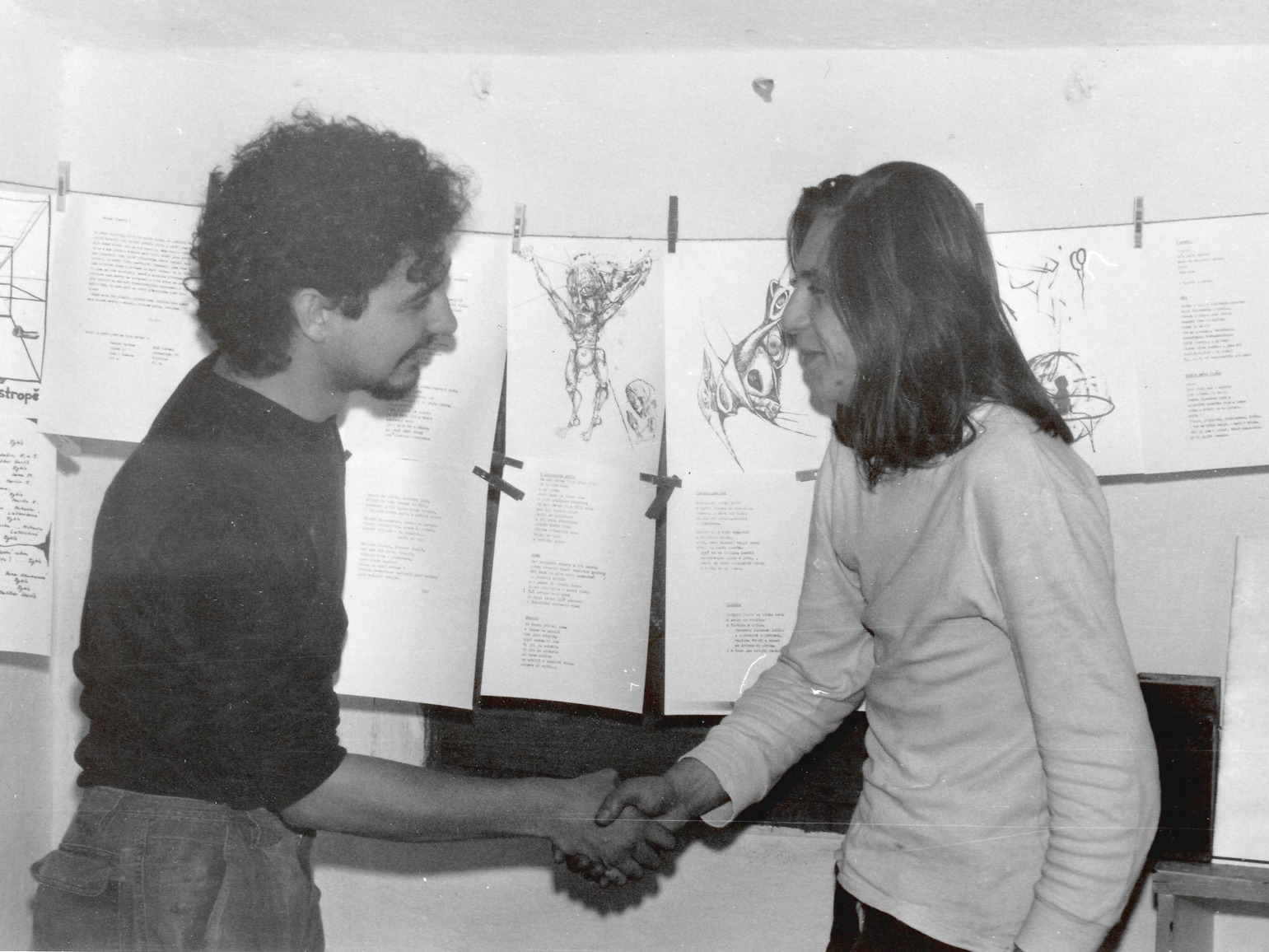
Lubomír Khýr a Dalibor Havlík na undergroundové výstavě samizdatu Moravské Mládeže

Většina členů MM čelilo perzekucím - výslechům StB, domovním prohlídkám, zadržování a v některých případech i věznění. Mnoho z nich bylo současně členy dalších disidentských skupin například: Společnosti přátel USA (SPUSA), Hnutí za občanskou svobodu (HOS) a Charty 77.

## Samizdat MM
Skupina vydávala kulturně-politický samizdat Kaluž na stropě, který obsahoval protirežimní články, politické karikatury a literární příspěvky. Hlavními redaktory byli Lubomír Khýr (přezdívaný „Rybíz“), Dalibor Havlík a Jan Honner („Bořivoj“). Časopis byl šířen ilegálně a jeho výroba byla technicky náročná, často za pomoci členů Jakuba Hlouška a Petra Schneeweisse.

## Protirežimní aktivity
Členové Moravské mládeže organizovali demonstrace, podepisovali petice, distribuovali protirežimní letáky a pomáhali pronásledovaným osobám z politických důvodů. Byli pod dohledem Státní bezpečnosti (StB), někteří byli zatčeni, vyslýcháni nebo perzekvováni. Mezi výrazné osobnosti patřili Vladimír Veselský, Lubomír Khýr, Dalibor Havlík, Jan Honner, Vladimír Barák a další. Často spolupracovali s jinými disidentskými skupinami, jako byla Společnost přátel USA (SPUSA) nebo Hnutí za občanskou svobodu (HOS).

##### Některé z aktivit
- Účast na demonstracích v rámci Palachova týdne - leden 1989, Praha
- V březnu 1989 za MM a SPUSA položili kytici se stuhou k výročí úmrtí u pomníku TGM v Ochozu u Brna  březen 1989
- Protestní akce 1. května 1989 v Brně
- Účast na setkání SPUSA v Litovli 27. května 1989
- Protestní akce s transparentem 21. srpna 1989 v Hořovičkách u Rakovníka
- Protestní akce v Brně za použití sirén 21. srpna 1989
- Účast na demonstracích 21. srpna 1989 v Praze
- Členové MM zorganizovali společně s občanskou iniciativou Hnutí za nenásilí Pochod městem v Brně 2. října 1989
- Účast na demonstracích 28. října 1989 v Praze
- Pomoc s organizací a účast členů na akci k výročí založení republiky 28. října 1989 v Brně - přejmenování ulice na T. G. M.
- Organizace a účast na akcích na podporu disidenta S. Devátého
- Protestní akce u Morového sloupu na náměstí Svobody
- Psaní protirežimních hesel na veřejná místa v Brně
- Pomáhali rozmnožovat a distribuovat: Několik vět, Infochy, text „StB SNB a občané", petice na podporu vězněných disidentů S. Devátého, P. Cibulky, V. Havla a jiných
- Organizovali politická fóra a pořady
- Účastnili se všech soudních jednání brněnských disidentů v roce 1989
- Posílali do vězení podpůrné pohlednice disidentům
- Organizovali diskuzní setkání a undergroundovou výstavu
- Navazovali spolupráci s jinými občanskými iniciativami
- Organizovali sportovní akce s disidenty
- Navštěvovali americké velvyslanectví v Praze a účastnili se diskuzí s jinými disidenty[1]

## Účast v sametové revoluci
Po 17. listopadu 1989 se členové aktivně zapojili do demonstrací v Brně, mobilizovali studenty středních a vysokých škol, pomáhali organizovat generální stávku 27. listopadu, šířili protikomunistické letáky a prosazovali vznik svobodných voleb. Vzhledem k rychlému vývoji událostí se koordinace přesunula do veřejného prostoru a formální schůzky MM již neprobíhaly.

## Ukončení činnosti
V únoru 1990 se Moravská mládež rozhodla pozastavit svou činnost. Někteří členové vstoupili do Občanského fóra nebo začali pracovat v občanských komisích a zapojili se tak do debolševizačních procesů v bezpečnostních složkách. Skupina zanechala odkaz jako jedna z aktivních součástí českého disentu.